# Torsten Gersdorf
Torsten Gersdorf (* 19. August 1961 in Berlin) ist ein Brigadegeneral des Heeres der Bundeswehr und seit September 2023 Verteidigungsattaché in London.

## Militärische Laufbahn

### Ausbildung und erste Verwendungen
Im Jahre 1979 trat Gersdorf in die Bundeswehr ein. Bis 1983 absolvierte er die Ausbildung zum Offizier der Panzertruppe sowie das Studium der Pädagogik an der Universität der Bundeswehr in Hamburg. Es folgten von 1983 bis 1990 Verwendungen in der Panzertruppe als Zugführer und Kompaniechef in Munster und Lüneburg, sowie von 1990 bis 1992 Verwendungen im Heereskommando Ost in Geltow. Im Anschluss nahm Gersdorf von 1992 bis 1994 an der Generalstabsausbildung an der Führungsakademie der Bundeswehr in Hamburg teil.

### Dienst als Stabsoffizier
Die erste Verwendung als Stabsoffizier führte Gersdorf von 1994 bis 1997 als Einsatzstabsoffizier (G3) zum IV. Korps nach Geltow. Von 1997 bis 1998 war er Lehrgangsteilnehmer des britischen Generalstabslehrgangs am Joint Services Command and Staff College in Bracknell, Vereinigtes Königreich. Es folgte 1998 bis 2001 eine erste ministerielle Verwendung als Referent im Führungsstab des Heeres in Bonn. Von 2001 bis 2003 war Gersdorf als Kommandeur des Panzerbataillons 183 in Boostedt erneut in Führungsverantwortung. Er schloss sich von 2003 bis 2004 einer Verwendung als Abteilungsleiter Personal (G 1) der 14. Panzergrenadierdivision in Neubrandenburg an. In diesem Zeitraum war Gersdorf vier Monate bei KFOR im Kosovo im Auslandseinsatz. Von 2004 bis 2006 nahm er an einem Fellowship Programme an der School of Advanced Military Studies in Fort Leavenworth, USA teil. Es folgte von 2006 bis 2009 eine Stabsverwendung als Abteilungsleiter Einsatz und Ausbildung (G 3) der 1. Panzerdivision in Hannover. In diesen Zeitraum fiel auch ein achtmonatiger Auslandseinsatz bei ISAF in Afghanistan. Von 2009 bis 2010 war Gersdorf Leiter Fachbereich Heer an der Führungsakademie der Bundeswehr in Hamburg. Es folgte 2010 bis 2012 eine Verwendung als Referatsleiter Zentrale Aufgaben im Bundesministerium der Verteidigung in Bonn. Von 2012 bis 2014 war Gersdorf Arbeitsbereichsleiter Zentrale Aufgaben im Büro des Generalinspekteurs der Bundeswehr, Generals Volker Wieker, in Berlin.

### Dienst als General
Von 2014 bis 2018 war Gersdorf, unter Ernennung zum Brigadegeneral, Commander Enabling Command im Allied Rapid Reaction Corps (HQ ARRC) in Innsworth, Vereinigtes Königreich. Am 20. März 2018 wurde er, als Nachfolger von Brigadegeneral Peter Gorgels, Kommandeur des Landeskommando Nordrhein-Westfalen. Im Juli 2021 übergab er das Kommando an Brigadegeneral Dieter Meyerhoff, um sich für seine Tätigkeit als Verteidigungsattaché vorzubereiten. Im September 2023 hat er diesen Posten übernommen.